# Vejen til Trældom
Vejen til Trældom (engelsk: The Road to Serfdom) er en bog skrevet af den politiske økonom F.A. Hayek og oprindeligt udgivet af Routledge Press i 1944 i Storbritannien og herefter af University of Chicago i september 1944. I april 1945 udgav Det Bedste en lettere forkortet version af bogen, der efterhånden nåede ud til 600.000 læsere. Omkring 1950 blev en billedbogsversion publiceret i Look Magazine der senere blev lavet til en pamflet og distribueret af General Motors. Bogen er oversat til omkring 20 sprog og er dedikeret til "socialisterne af alle partier". Introduktionen til 50-årsjubilæumsudgaven er skrevet af Milton Friedman. Vejen til Trældom er blandt de mest kendte og citerede fremstillinger af den klassisk liberalistiske analyse af socialismen.

## Indhold
1. The Abandoned Road
2. The Great Utopia
3. Individualism and Collectivism
4. The "Inevitability" of Planning
5. Planning and Democracy
6. Planning and the Rule of Law
7. Economic Control and Totalitarianism
8. Who, Whom?
9. Security and Freedom
10. Why the Worst Get on Top
11. The End of Truth
12. The Socialist Roots of Nazism
13. The Totalitarians in Our Midst
14. Material Conditions and Ideal Ends
15. The Prospects of International Order
16. Conclusion